# La Brabançonne
La Brabançonne (La canzone del Brabante o La Brabantina) è l'inno nazionale belga.

## Storia

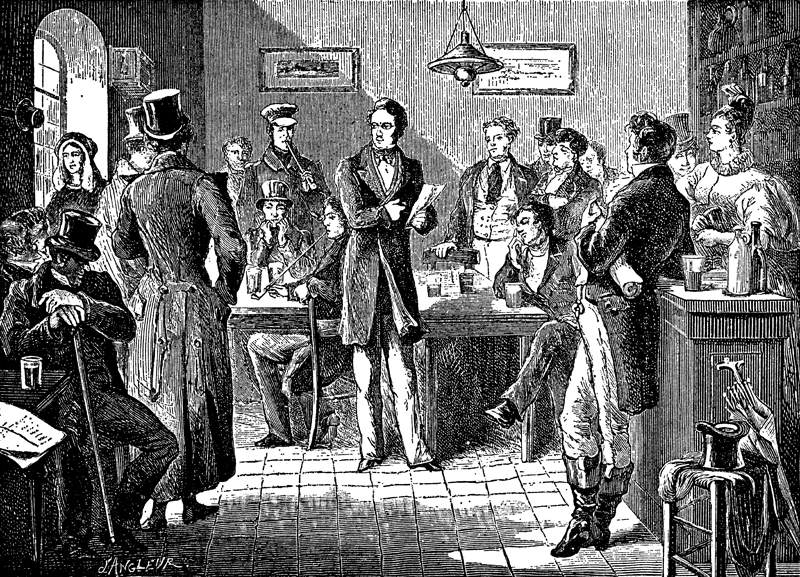
Litografia di Jenneval

Secondo la leggenda, l'inno nacque nel settembre 1830 con il titolo Qui aurait dit de l'arbitraire ad opera di Hypolite Louis Alexandre Dechet, un giovane rivoluzionario con ascendenti francesi, il quale era soprannominato Jenneval e ne avrebbe letto il testo durante una riunione al Caffè L'Aigle d'Or.

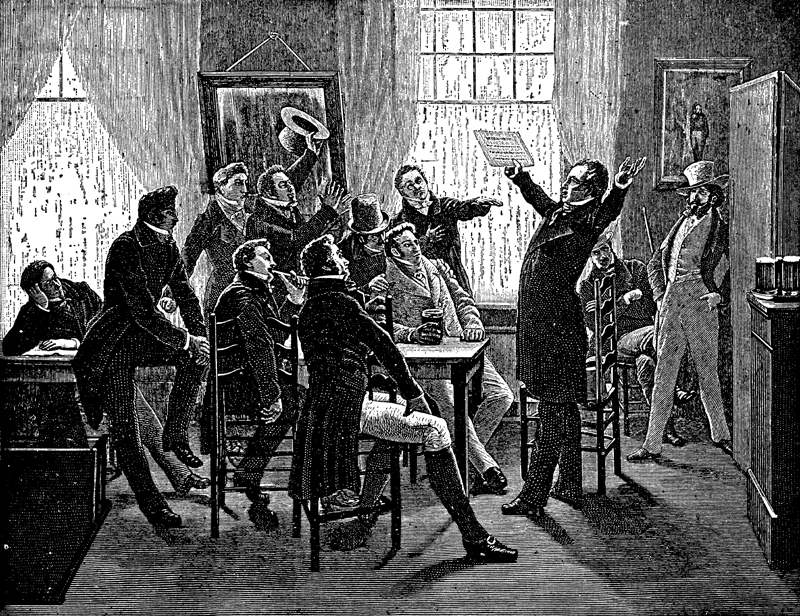
Litografia di Campenhout

Egli era un attore teatrale artefice, nel 1830, della rivoluzione che doveva portare il Belgio all'indipendenza dal Regno Unito dei Paesi Bassi. Durante la guerra d'indipendenza, Jenneval fu ucciso. La musica dell'inno, combattiva e fiera, quasi una imitazione della Marsigliese a cui è chiaramente ispirata, venne invece composta da François Van Campenhout. Fu eseguita per la prima volta nel settembre del 1830. Essa è riferita anche agli eventi della Rivoluzione del Brabante, contemporanea della prima fase della Rivoluzione francese nel 1789, della rivoluzione belga del 1830, oltre che della coeva rivoluzione francese del 1830 che portò al governo la monarchia di luglio. Sia quest'ultima che il Regno di Francia post-rivoluzionario e pre-repubblicano avevano come motto nazionale la frase La Nation, la Loi, le Roi ("La Nazione, la Legge, il Re"), frase simile al verso finale in francese della Brabançonne: Le Roi, le Loi, la Liberté ("Il Re, la Legge, la Libertà"), in cui al posto della Nation è nominata la Liberté.
Nel 1860, il testo e la musica furono adattati dal primo ministro Charles Rogier, al fine di attenuare gli attacchi di Jenneval contro il principe d'Orange olandese. Gli adattamenti successivi degli arrangiatori furono talmente numerosi che il 5 giugno 1873 il ministro della guerra del Belgio finì per prescrivere ai musicisti militari di attenersi ad una versione arrangiata da Bender, allora ispettore musicale dell'esercito belga.
Nel 1980 fu adottato anche il testo in fiammingo ad opera di Robert Herremann.
L'inno belga è citato, in forma rallentata, nel brano Berceuse héroïque (Ninna-nanna eroica) di Claude Debussy, composto nel 1914 in omaggio al re Alberto I del Belgio e ai soldati belgi che combattevano della prima guerra mondiale. 
Dal 1885 al 1960 è stato l'inno ufficiale del Congo Belga in quanto colonia del Belgio.

## Testo

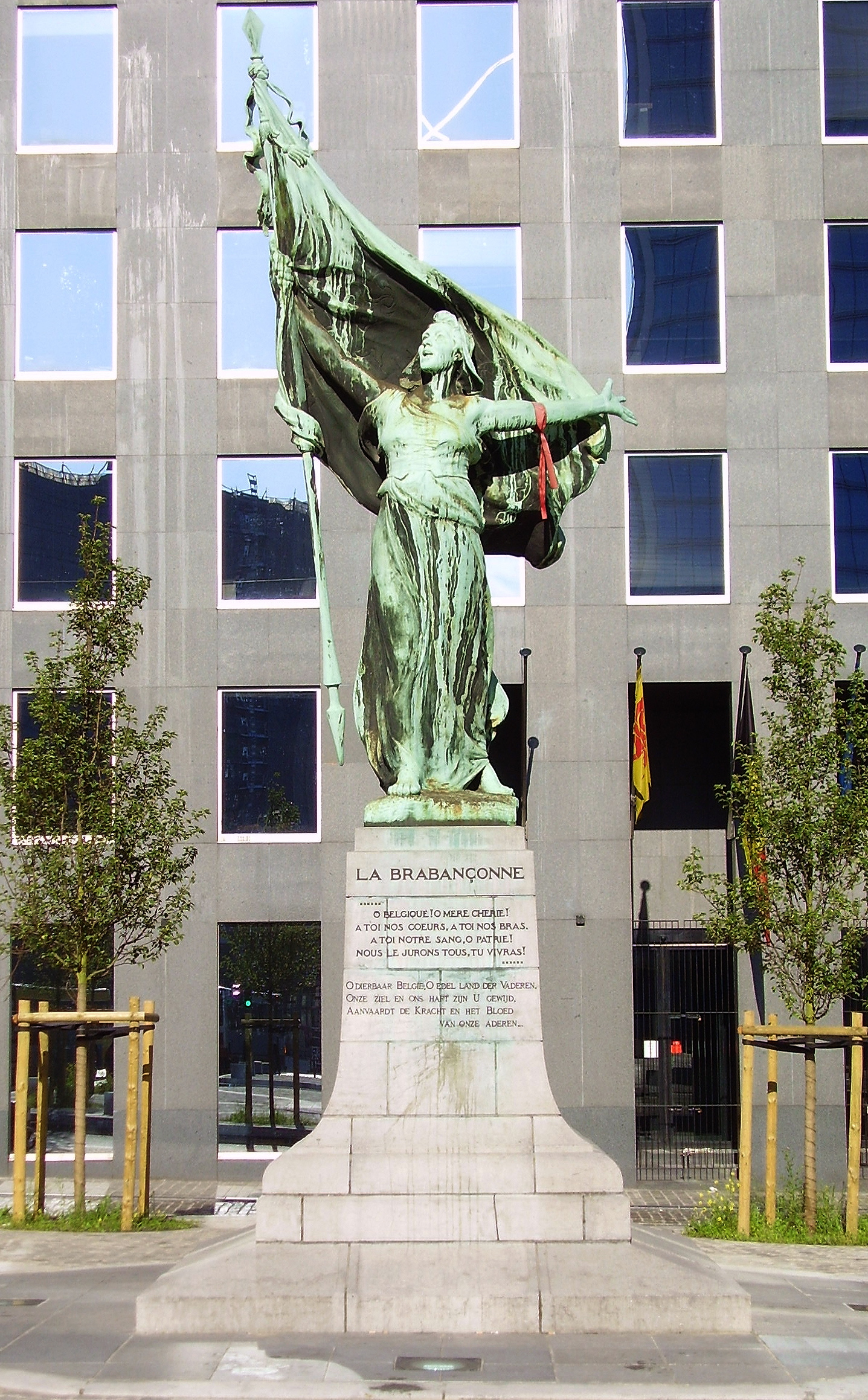
La Brabançonne, Bruxelles

### Francese
Ô (Noble) Belgique, ô mère chérie
À toi nos cœurs, à toi nos bras,
À toi notre sang, ô Patrie!
Nous le jurons tous, tu vivras!
Tu vivras toujours grande et belle
Et ton invincible unité
Aura pour devise immortelle:
"Le Roi, la Loi, la Liberté!" (ter) (×3)

### Tedesco
O liebes Land, o Belgiens Erde,
Dir unser Herz, Dir unsere Hand,
Dir unser Blut, der Heimaterde,
Wir schwören's Dir, o Vaterland!
So blühe froh in voller Schöne,
Zu der die Freiheit Dich erzog,
Und fortan singen Deine Söhne:
"Gesetz und König und die Freiheit hoch!"

### Olandese
O dierbaar België, O heilig land der vaad'ren
Onze ziel en ons hart zijn u gewijd.
Aanvaard ons hart en het bloed van onze ad'ren,
Wees ons doel in arbeid en in strijd.
Bloei, o land, in eendracht niet te breken;
Wees immer u zelf en ongeknecht,
Het woord getrouw, dat ge onbevreesd: moogt spreken:
"Voor Vorst, voor Vrijheid en voor Recht."

### Versione trilingue
O dierbaar België, O heilig land der Vad'ren,
Onze ziel en ons hart zijn u gewijd.
À toi notre sang, ô Patrie!
Nous le jurons tous, tu vivras!
So blühe froh in voller Schöne,
zu der die Freiheit Dich erzog,
und fortan singen Deine Söhne:
Le Roi, la Loi, la Liberté!
Het woord getrouw, dat g' onbevreesd moogt spreken,
"Voor Vorst, voor Vrijheid en voor Recht!"
"Gesetz und König und die Freiheit hoch!"
"Le Roi, la Loi, la Liberté!"

### Vallone
Po nosse Beldjike, nosse firté,
nosse bele Patreye,
S' il est reki, ci djoû la, nos mourrans!
Li Liberté våt k' on sacrifeye si veye,
Po-z è leyî profiter nos efants!
Dins nozôtes, k' est vaici, i gn a pont d' låtches,
So nos tertos, nosse payis pout conter!
Flaminds, Walons, tchantans, tchaeke e s' :lingaedje:
"Li Rwè, li Lwè et l' Liberté!"
S' i sorvénreut, come mwints côps e noste :istwere,
K' on mwais vijhén nos vôreut ocuper,
Maké po d' bon, l' fayé recourrè sins glwere
Et pus djamåy, i n' oizrè nous ataker!
On Bedje n' est nén fwait po esse on sclåve,
I gn a måy yeu nolu a nos dompter.
Flaminds, Walons, les Bedjes sont les pus :bråves,
Cezår li djheut et nos plans co tchanter:
"Li Rwè, li Lwè et l' Liberté!"

### Traduzione in italiano del testo francese
O (Nobile) Belgio, o madre cara,
A te i nostri cuori, a te le nostre braccia,
A te il nostro sangue, o Patria!
Noi lo giuriamo tutti, tu vivrai!
Vivrai sempre grande e bella
E la tua invincibile unità
Avrà per motto immortale:
"Il Re, la Legge, la Libertà!" (x3)

### Traduzione in italiano del testo tedesco
O caro paese, o terra del Belgio,
Il nostro cuore a te, la nostra mano a te,
Il nostro sangue a te, la patria,
Te lo giuriamo, o patria!
Così fiorisci felicemente in piena bellezza,
A cui la libertà ti ha elevato,
E ormai in poi i tuoi figli cantano:
"Legge e Re e libertà in alto!" (x3)

### Traduzione in italiano del testo olandese
O caro Belgio, o sacra terra dei padri
La nostra anima e la nostra forza sono consacrate a te.
Accetta i nostri cuori e il sangue delle nostre vene,
Sii il nostro obiettivo nel lavoro e nella lotta.
Fiorisci, o terra, indistruttibile nell'unione;
Sii sempre te stesso e non schiavo,
La parola fedele, che puoi dire senza timore:
"Per il re, per la libertà e per la giustizia".(x3)